# Grosser Preis des Kantons Aargau 1993
Il Grosser Preis des Kantons Aargau 1993, trentesima edizione della corsa, si svolse il 2 maggio su un percorso di 206 km, con partenza e arrivo a Gippingen. Fu vinto dall'italiano Gianni Bugno della Gatorade davanti al suo connazionale Claudio Chiappucci e allo spagnolo Prudencio Indurain.

## Ordine d'arrivo (Top 10)
| Pos. | Corridore            | Squadra         | Tempo    |
| ---- | -------------------- | --------------- | -------- |
| 1    | Gianni Bugno         | Gatorade        | 5h02'33" |
| 2    | Claudio Chiappucci   | Carrera-Tassoni | s.t.     |
| 3    | Prudencio Indurain   | Banesto         | s.t.     |
| 4    | Pascal Richard       | Ariostea        | s.t.     |
| 5    | Dieter Runkel        | Wordperfect     | s.t.     |
| 6    | Andrea Peron         | Gatorade        | s.t.     |
| 7    | Frank Van Den Abeele | Lotto-Caloi     | s.t.     |
| 8    | Miguel Indurain      | Banesto         | s.t.     |
| 9    | Stéphane Hennebert   | Lotto-Caloi     | a 3'13"  |
| 10   | Rolf Aldag           | Telekom         | a 7'19"  |